# Tuberolabium phillipsii
Tuberolabium phillipsii là một loài thực vật có hoa trong họ Lan. Loài này được Choltco mô tả khoa học đầu tiên năm 2007.